# Сирил Депре
Сирил Депре (на френски: Cyril Despres) е френски мотоциклетист, роден на 24 януари 1974 г. в Немур. Той е двукратен победител в Рали Дакар.

## Биография
Сирил прекарва детството си в Немур, град на 15 километра от Фонтенбло. Запалва се по моторните спортове покрай негов приятел. На тринадесет отива до Париж без знанието на родителите си и договаря покупката на мотор. До 22-годишна възраст участва на трайъл състезания. По-късно започва да участва и на ендуро.
Сирил и един негов приятел – Мишел Го – решават да пробват и нещо по-мащабно. В крайна сметка избират да участват на Рали Дакар през 2000 г. Необходимите средства събират по любопитен начин: самият Го е от Шинон, а двамата имат приятели в Шабло и Бордо – градове, известни с вината си. Депре и Го продават 6000 бутилки вино с етикет, но който те са изобразени на фона на дюни. По този начин си осигуряват половината от необходимата сума. Депре завършва 16-и в общото класиране (Го е 26-и) и втори в своя клас. След няколко добри резултати на други ралита, заводският отбор на БМВ кани Депре на проби и след успешно представяне французинът става част от отбора през 2001 г. Депре завършва на 13-о място, като успява да спечели един етап. През 2004 г. завършва на трето място в генералното класиране с четири етапни победи, през 2005 г. е първи с две, през 2006 г. е втори с четири и през 2007 г. отново печели Рали Дакар с две етапни победи.